# Panyawat Nisangram
Panyawat Nisangram (thailändisch ปัญญวัฒน์ นิสังรัมย์, * 23. Februar 1999 in Surin) ist ein thailändischer Fußballspieler.

## Karriere
Panyawat Nisangram erlernte das Fußballspielen in der Jugendmannschaft von Buriram United. Hier unterschrieb er 2019 auch seinen ersten Profivertrag. Der Verein aus Buriram spielte in der höchsten Liga des Landes, der Thai League. Die Saison 2019 wurde er an den in der Thai League 2 spielenden Lampang FC ausgeliehen. Für den Club aus Lampang absolvierte er sechs Zweitligaspiele. Im Dezember 2019 wechselte er nach Bangkok zum Drittligisten Bangkok FC. Mit dem Hauptstadtverein spielte er in der Bangkok Metropolitan Region. 2022 und 2023 wurde er mit Bangkok Vizemeister der Region. In den Aufstiegsspielen zur zweiten Liga konnte man sich jedoch nicht durchsetzen. In Bangkok stand er bis Sommer 2023 unter Vertrag. Im Juni 2023 verpflichtete ihn der Zweitligist Chiangmai FC. Am Ende der Saison 2023/24 belegte er mit dem Klub den vierten Tabellenplatz und qualifizierte sich somit für die Aufstiegsspiele zur ersten Liga. Hier konnte man sich jedoch nicht durchsetzen. Im Sommer 2024 wurde dem Chiangmai FC die Lizenz für die zweite Liga verweigert. Im Juli 2024 nahm ihn der Zweitligist Kasetsart FC unter Vertrag. Nach einer Spielzeit, in der er 27 Ligaspiele bestritt, wechselte er im Sommer 2024 zum Ligakonkurrenten Nakhon Si United FC.